# Olympische Winterspiele 1998/Teilnehmer (Spanien)
| Gelbes Symbol für Goldmedaillen mit stilisierten Olympischen Ringen | Graues Symbol für Silbermedaillen mit stilisierten Olympischen Ringen | Braundes Symbol für Bronzemedaillen mit stilisierten Olympischen Ringen |
| ------------------------------------------------------------------- | --------------------------------------------------------------------- | ----------------------------------------------------------------------- |
| —                                                                   | —                                                                     | —                                                                       |

Spanien nahm an den Olympischen Winterspielen 1998 im japanischen Nagano mit zwölf Athleten teil.
Fahnenträger bei der Eröffnungsfeier war der Langläufer Juan Jesús Gutiérrez.

## Teilnehmer nach Sportarten

### Eiskunstlauf
Damen:
- Marta Andrade
Einzel: 22. Platz

### Ski Alpin
Damen:
- Mónica Bosch
Slalom: ausgeschieden
- Ana Galindo Santolaria
Riesenslalom: ausgeschieden
- Ainhoa Ibarra
Riesenslalom: ausgeschieden
- María José Rienda
Riesenslalom: 12. Platz – 2:55,54 min
Slalom: 14. Platz – 1:36,46 min

### Ski Nordisch

#### Langlauf
Herren:
- Álvaro Gijón
10 km klassisch: 82. Platz – 33:02,7 min
50 km Freistil: 42. Platz – 2:20:24,7 min
15 km Verfolgungsrennen: 62. Platz – 1:17:13,2 min
4 × 10 km Staffel: 19. Platz – 1:49:27,9 min
- Juan Jesús Gutiérrez
10 km klassisch: 33. Platz – 29:29,0 min
50 km Freistil: ausgeschieden
15 km Verfolgungsrennen: ausgeschieden
4 × 10 km Staffel: 19. Platz – 1:49:27,9 min
- Jordi Ribó
10 km klassisch: 54. Platz – 30:45,0 min
50 km Freistil: 25. Platz – 2:16:04,8 min
15 km Verfolgungsrennen: 54. Platz – 1:14:51,3 min
4 × 10 km Staffel: 19. Platz – 1:49:27,9 min
- Diego Ruiz
10 km klassisch: 87. Platz – 34:17,3 min
15 km Verfolgungsrennen: 65. Platz – 1:18:33,2 min
4 × 10 km Staffel: 19. Platz – 1:49:27,9 min
- Haritz Zunzunegui
50 km: ausgeschieden

### Snowboard
Herren:
- Sergio Bartrina
Halfpipe: 21. Platz
- Iker Fernández
Halfpipe: 19. Platz